# John van Loen
Johannes („John”) Maria van Loen (ur. 4 lutego 1965 w Utrechcie) – holenderski piłkarz grający na pozycji napastnika. Nosił przydomki „De Rode Baron” („Czerwony Baron”) oraz „De Vuurtoren” („Latarnia”).

## Kariera klubowa
Van Loen pochodzi z Utrechtu. Karierę rozpoczynał w małym amatorskim klubiku z tego miasta o nazwie UVV Utrecht. Dopiero potem trafił do FC Utrecht i w 1983 został włączony do dorosłej kadry tego zespołu. W Eredivisie zadebiutował 26 lutego 1984 roku w zremisowanym 2:2 meczu ze Spartą Rotterdam. W pierwszym sezonie zagrał raptem 2 razy, ale w kolejnych grał coraz więcej. W 1985 roku wywalczył swój pierwszy sukces w karierze, jakim było zdobycie Pucharu Holandii. W sezonie 1985/1986 stał się czołowym napastnikiem ligi i jedną z gwiazd Utrechtu. W kolejnych sezonach zdobywał 15 goli, 11 goli, a w 1987/1988 dołożył 13. Latem 1988 van Loen przeniósł się na 2 sezony do Rody Kerkrade, z którą doszedł do finału Pucharu Holandii, w którym klub przegrał 2:3 po dogrywce z PSV Eindhoven.
W sezonie 1990/1991 van Loen grał w belgijskim RSC Anderlecht. W Eerste Klasse nie był jednak tak skuteczny jak w Eredivisie i zdobył tylko 3 gole w 26 meczach, ale za to mógł świętować tytuł mistrza Belgii.
Po roku gry w podbrukselskim klubie John wrócił do Holandii. Trafił do Ajaksu Amsterdam, w którym stworzył bramkostrzelny atak z Dennisem Bergkampem i Szwedem Stefanem Petterssonem. Zdobył 10 goli, jednak pomimo dobrej formy tych 3 zawodników Ajax nie został mistrzem kraju. Latem 1992 do Ajaksu przyszedł Marc Overmars i van Loen stracił miejsce w składzie. Zimą odszedł do rywala amsterdamskiej drużyny, Feyenoordu. W Feyenoordzie spędził 2,5 sezonu i częściowo odzyskał formę sprzed lat. Jeszcze w 1993 roku świętował z nim swój pierwszy tytuł mistrza Holandii, a w 1994 i 1995 zdobycie krajowego pucharu. W 1995 roku wyjechał też na wypożyczenie do japońskiego Sanfrecce Hiroszima, jednak nie osiągnął z tym klubem żadnych sukcesów. W 1996 roku van Loen wrócił do Utrechtu, gdzie grał przez 3 sezony, ale głównie był tylko uzupełnieniem składu. W sezonie 1998/1999 grał w cypryjskim APOEL-u Nikozja i zdobył z nim Puchar Cypru, a po sezonie zakończył piłkarską karierę w wieku 34 lat.
| Sezon   | Klub                | Kraj     | Rozgrywki     | Mecze | Bramki |
| ------- | ------------------- | -------- | ------------- | ----- | ------ |
| 1983/84 | FC Utrecht          | Holandia | Eredivisie    | 2     | 0      |
| 1984/85 | FC Utrecht          | Holandia | Eredivisie    | 22    | 5      |
| 1985/86 | FC Utrecht          | Holandia | Eredivisie    | 30    | 15     |
| 1986/87 | FC Utrecht          | Holandia | Eredivisie    | 31    | 11     |
| 1987/88 | FC Utrecht          | Holandia | Eredivisie    | 31    | 13     |
| 1988/89 | Roda JC Kerkrade    | Holandia | Eredivisie    | 31    | 8      |
| 1989/90 | Roda JC Kerkrade    | Holandia | Eredivisie    | 25    | 17     |
| 1990/91 | RSC Anderlecht      | Belgia   | Eerste Klasse | 26    | 3      |
| 1991/92 | AFC Ajax            | Holandia | Eredivisie    | 30    | 10     |
| 1992/93 | AFC Ajax            | Holandia | Eredivisie    | 7     | 1      |
| 1992/93 | Feyenoord           | Holandia | Eredivisie    | 16    | 4      |
| 1993/94 | Feyenoord           | Holandia | Eredivisie    | 23    | 9      |
| 1994/95 | Feyenoord           | Holandia | Eredivisie    | 15    | 4      |
| 1995    | Sanfrecce Hiroszima | Japonia  | J.League      | 36    | 9      |
| 1995/96 | FC Utrecht          | Holandia | Eredivisie    | 14    | 1      |
| 1996/97 | FC Utrecht          | Holandia | Eredivisie    | 25    | 6      |
| 1997/98 | FC Utrecht          | Holandia | Eredivisie    | 12    | 0      |
| 1998/99 | APOEL Nikozja       | Cypr     | Division A    | ?     | ?      |

## Kariera reprezentacyjna
Już po trzecim sezonie gry w Eredivisie van Loen został powołany do reprezentacji Holandii w piłce nożnej, prowadzonej przez Leo Beenhakkera. Zadebiutował w niej 20 listopada 1985 w wygranym 2:1 meczu z Belgią, rozegranym w ramach kwalifikacji do Mistrzostw Świata w Meksyku, nieudanych dla Holandii.
5 lat później van Loen został powołany przez selekcjonera Thijsa Libregtsa na finały Mistrzostwa Świata we Włoszech. Tam zagrał w jednym grupowym meczu – zremisowanym 1:1 z Irlandią (w 76. minucie zmienił Wima Kiefta). Z Holandią doszedł do 1/8 finału, w której to „Oranje” przegrali 1:2 z późniejszymi mistrzami świata, RFN. Jak się później okazało mecz z Irlandią był jego ostatnim w kadrze. Ogółem w reprezentacji Holandii van Loen wystąpił w 7 meczach i zdobył 1 gola.

## Kariera trenerska
Po zakończeniu kariery van Loen wrócił do rodzinnego Utrechtu i był asystentem trenerów tego klubu.

## Sukcesy
- Mistrzostwo Holandii: 1993 z Feyenoordem
- Puchar Holandii: 1985 z Utrechtem, 1994, 1995 z Feyenoordem
- Puchar Cypru: 1999 z APOEL-em
- Udział w MŚ: 1990